# Mr. McMahon
«Мистер Макмэн» — документальный сериал Netflix о Винсе Макмэне. Сериал вышел 26 сентября 2024 года.

## Содержание
Сериал представляет собой нарезку интервью, снятых с 2021 года с Винсом Макмэном, членами его семьи и коллегами по работе.
История раскрывает следующие этапы жизни Винса Макмэна: детство, знакомство с отцом и миром реслинга , покупка у отца WWWF, стероидный скандал, Конкуренция с WCW,  эра Аттитюды, расцвет бизнеса, уход с поста генерального директора в связи  с обвинениями в сексуальных домогательствах.

## Действующие лица
- Винс Макмэн
- Стефани Макмэн
- Шейн Макмэн
- Линда Макмэн
- Triple H
- Брет Харт
- Гробовщик
- Халк Хоган
- Дуэйн Джонсон
- Эрик Бишофф
- Коди Роудс

## Список эпизодов
| № | Название                            | Режиссёр   | Дата премьеры    |
| - | ----------------------------------- | ---------- | ---------------- |
| 1 | «Junior» «Младший»                  | Неизвестно | 26 сентября 2024 |
| 2 | «Heat» «Жара»                       | Неизвестно | 26 сентября 2024 |
| 3 | «Screwjob» «Подстава»               | Неизвестно | 26 сентября 2024 |
| 4 | «Attitude» «Аттитьюда»              | Неизвестно | 26 сентября 2024 |
| 5 | «Family business» «Семейный бизнес» | Неизвестно | 26 сентября 2024 |
| 6 | «The finish» «Финал»                | Неизвестно | 26 сентября 2024 |

## Примечание
1. ↑  Netflix's 'Mr. McMahon': What to know and how to watch series about Vince McMahon (24 сентября 2024). Дата обращения: 26 сентября 2024. Архивировано 26 сентября 2024 года.